# Olcay Şahan
Olcay Şahan (Düsseldorf, Rin del Nord-Westfàlia, 26 de maig de 1987) és un futbolista turc nascut a Alemanya. Va començar com a futbolista al Fortuna Düsseldorf. Ha jugat a BJK d'Istanbul, Trabzonspor i la selecció nacional turca.

## Referències

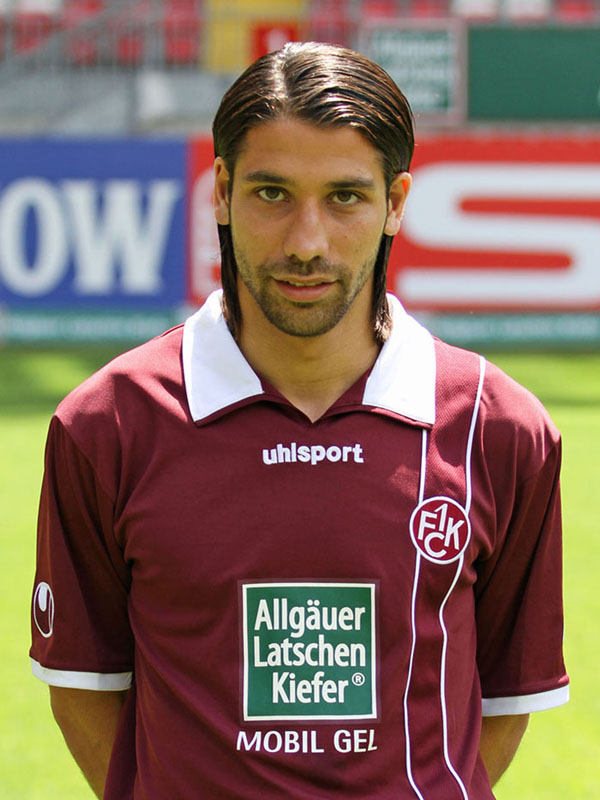
Sahan a Kaiserslautern.